# Józef Rotblat
Cet article possède un paronyme, voir Rotblatt.
Józef Rotblat, né le 4 novembre 1908 à Varsovie et mort le 31 août 2005 à Londres, est un physicien polonais, spécialiste de physique nucléaire. Il est le seul scientifique à avoir quitté le projet Manhattan avant la destruction d'Hiroshima en août 1945. Dans le but de sensibiliser l'humanité aux dangers de la bombe atomique et à la suite du manifeste Russell-Einstein, il a créé le Mouvement Pugwash pour lequel il fut récompensé par le prix Nobel de la paix en 1995.

## Biographie
Józef Rotblat est né dans une famille juive de Varsovie de parents aisés : son père est propriétaire d'une entreprise de calèches. Tout change en 1914 lorsque la crise de la guerre étouffe les petites entreprises. Les Rotblat font faillite et déménagent dans un quartier moins prestigieux. Cependant, leur nouvelle rue est la même que celle où vivait Maria Skłodowska-Curie 50 ans plus tôt et Józef aime beaucoup mentionner ce fait.
Comme sa famille n'a pas les moyens de financer ses études, le futur lauréat du prix Nobel s'inscrit à des cours de formation professionnelle. Il devient électricien. Adolescent, il gagne de l'argent en faisant des petits boulots pour ses voisins. Il postule à l'Université polonaise libre et commence à étudier la physique. Là, il rencontre son futur mentor et ami, le professeur Ludwik Wertenstein. Wertenstein offre à Rotblat un poste dans le laboratoire de radiologie, créé en 1914 et dirigé de Paris par Maria Skłodowska-Curie. Rotblat y commence ses études sur les radiations et y travaille jusqu'en 1939.
En 1938, Józef Rotblat obtient un doctorat de l'Université de Varsovie. L’année suivante, il accepte une proposition de James Chadwick, découvreur du neutron, de travailler à l’Université de Liverpool où un cyclotron vient d’être construit. Il décide de rester à Liverpool et d’y faire venir sa femme, Tola, mais, malade, elle repousse son départ - une décision fatale, car l’invasion de la Pologne par l’armée allemande en septembre 1939 l’en empêchera par la suite. Arrêtée par les Allemands, elle meurt dans un camp de concentration.
Rotblat prend conscience que les récentes observations sur la fission nucléaire rendent possible la fabrication d’une bombe, et obtient de Chadwick l’autorisation de travailler sur ce sujet, avec de faibles moyens, à Liverpool. En juin 1942, Roosevelt et Churchill conviennent d’un programme conjoint entre les États-Unis et la Grande-Bretagne pour la fabrication d’une bombe atomique : c’est le projet Manhattan, mené dans la ville nouvelle de Los Alamos (Nouveau-Mexique). En 1943, Chadwick emmène Rotblat aux États-Unis, et après un entretien avec le général Leslie Richard Groves, responsable du projet, Rotblat rejoint son équipe. 
Il est ensuite le seul scientifique à quitter son poste au projet Manhattan pour des raisons de conscience en décembre 1944, c’est-à-dire plus de huit mois avant les deux explosions d’Hiroshima et de Nagasaki. Le physicien avait des doutes sur le fait que les Allemands travaillent réellement sur des armes nucléaires. Il voulait également rechercher sa famille restée en Pologne. Une autre version dit que ce sont les Américains qui soupçonnent Rotblat d'espionnage pour l'Union Soviétique et le font partir. En effet, le physicien ne veut pas renoncer à son passeport polonais et ne cache pas ses sympathies de gauche.
À la fin de 1945, Rotblat sait déjà que sa femme est décédée dans un camp, mais sa famille a survécu à l'Holocauste grâce aux Polonais qui les ont cachés dans une vieille villa à Otwock, à la périphérie de Varsovie. Le physicien aidera sa famille à émigrer de Pologne et finit par acquérir la citoyenneté britannique en 1946.
En 1946 également, il crée l’Association britannique des scientifiques spécialisés dans le nucléaire (British Atomic Scientists Association, BASA) qui pose les bases d’un débat public sur les dangers du nucléaire.
De 1949 jusqu'à sa retraite en 1976, il est professeur de physique à St Bartholomew's Hospital de l'Université de Londres.
Il travaille dans la physique appliquée à la recherche médicale et contribue au développement de la médecine nucléaire. Il étudie notamment les retombées des explosions atomiques et notamment du strontium-90 sur le corps humain. En 1948, il se rend célèbre pour avoir obtenu la première «image» d'une fonction d'un organe interne - la glande thyroïde, en enregistrant des rayons gamma avec un compteur Geiger collimaté en de nombreux points au cou et à la poitrine du patient.  
Le 9 juillet 1955, il tient avec Bertrand Russell une conférence pour attirer l’attention sur le manifeste Russell-Einstein. Le document, signé par onze physiciens dont neuf lauréats du prix Nobel (on relève les noms d’Albert Einstein, Frédéric Joliot-Curie, Hideki Yukawa, Max Born et Linus Pauling), met en garde contre les dangers de la course aux armements, et vise à mettre en place un programme de désarmement nucléaire. Un industriel milliardaire canadien, Cyrus Eaton, propose de financer une conférence internationale sur ce sujet, à la condition qu'elle ait lieu dans la petite ville de Nouvelle-Écosse où il a sa résidence : Pugwash. En juillet 1957, après la crise du canal de Suez, la conférence réunit 22 des plus hautes sommités concernées par les armes nucléaires, dont 3 lauréats du prix Nobel. C’est le début du mouvement Pugwash dont Rotblat sera le secrétaire général pendant quatorze ans, avant d’en devenir, en 1988, le président. Il présidera cette organisation jusqu'à sa mort. 
Il fait également partie des membres fondateurs de la Campagne pour le désarmement nucléaire lancée en 1958 et dont il est brièvement dans le comité exécutif. 
En 1965, Józef Rotblat est nommé Commandeur de l'Empire britannique, titre qui sera suivi de plusieurs autres titres honorifiques de plusieurs pays : Pologne, Tchécoslovaquie, Bulgarie, Allemagne, France. 
En 1992, il reçoit avec Hans Bethe le prix Albert-Einstein. 
En 1995, l'année du cinquantième anniversaire du bombardement de Hiroshima, il partage le prix Nobel de la Paix avec le mouvement Pugwash « pour ses efforts pour réduire l’importance des armes nucléaires au sein de la politique internationale, et, sur le long terme, la dénucléarisation complète dans le monde. » En France, ce prix est interprété comme une critique de l'annonce de la reprise des essais nucléaires français, quelques mois après l'élection de Jacques Chirac. Rotblat lui-même écrit au nouveau président français en lui demandant de renoncer à son projet.
En 1998, il est anobli par la reine Elizabeth II.
À partir de 2001, il est membre du comité de parrainage de la Coordination internationale pour la décennie de la culture de non-violence et de paix .
En 2003, il devient professeur invité au Conservatoire national des arts et métiers et membre de la fondation PeaceJam.
Il meurt à Londres le 31 août 2005, à 96 ans.